# Édgar Méndez
Édgar Antonio Méndez Ortega (Arafo, 2 de enero de 1990) es un futbolista español. Juega de centrocampista y su equipo es el Bengaluru F. C. de la Superliga de India.

## Trayectoria
En junio de 2014 regresó a la Unión Deportiva Almería tras varias cesiones y renovó su contrato con el club el 16 de agosto, siendo ascendido al primer equipo en Primera División. Hizo su debut en la competición el 23 de agosto, dando una asistencia a Soriano en un empate 1-1 en casa contra el R. C. D. Espanyol. Anotó su primer gol en el nivel superior español el 12 de septiembre, anotando su lado solo en un empate 1-1 en casa contra el Córdoba C. F. El 7 de octubre se acordó una extensión de su contrato hasta el año 2018.
El 1 de julio de 2015 firmó un contrato de cuatro años con el vecino Granada C. F. después de sufrir el descenso con el Almería. El 15 de julio del año siguiente rescindió su contrato después de una temporada donde no jugó demasiado y firmó un acuerdo de tres años con el Deportivo Alavés.
En julio de 2017 fue traspasado al club Cruz Azul para el Apertura 2017 de la Liga MX de México. El 21 de julio debutó contra Club Tijuana haciendo un doblete y siendo el jugador del partido.
El 31 de enero de 2020 regresó al Deportivo Alavés firmando un contrato hasta el año 2022. La segunda temporada acabó con el descenso a Segunda División, y abandonó el club al término de la misma al no renovar su contrato.
El 3 de junio, días antes de finalizar su segunda etapa en Vitoria, se anunció su vuelta a México tras fichar por el Club Necaxa. Allí estuvo hasta que el 10 de mayo de 2024 se dio a conocer su salida. Entonces se marchó a la India para jugar en el Bengaluru F. C.

## Clubes
| Club                    | País   | Año       |
| ----------------------- | ------ | --------- |
| Real Madrid C. F. "C"   | España | 2008-2009 |
| C. F. Atlético Ciudad   | España | 2009-2010 |
| Real Betis Balompié "B" | España | 2010-2011 |
| U. D. Melilla           | España | 2011-2012 |
| U. D. Almería "B"       | España | 2012-2013 |
| Real Jaén C. F.         | España | 2013-2014 |
| C. D. Tenerife          | España | 2014      |
| U. D. Almería           | España | 2014-2015 |
| Granada C. F.           | España | 2015-2016 |
| Deportivo Alavés        | España | 2016-2017 |
| Cruz Azul               | México | 2017-2020 |
| Deportivo Alavés        | España | 2020-2022 |
| Club Necaxa             | México | 2022-2024 |
| Bengaluru F. C.         | India  | 2024-     |

## Estadísticas
Actualizado al último partido jugado el 10 de enero de 2021.
| Club             | Temporada     | Categoría          | Liga  | Liga  | Copa  | Copa  | Playoffs | Playoffs | Total | Total |
| Club             | Temporada     | Categoría          | Part. | Goles | Part. | Goles | Part.    | Goles    | Part. | Goles |
| ---------------- | ------------- | ------------------ | ----- | ----- | ----- | ----- | -------- | -------- | ----- | ----- |
| Atlético Ciudad  | 2009-10       | Segunda División B | 29    | 1     | -     | -     | -        | -        | 29    | 1     |
| Real Betis B     | 2010-11       | Segunda División B | 20    | 0     | -     | -     | -        | -        | 20    | 0     |
| UD Melilla       | 2011-12       | Segunda División B | 35    | 7     | 1     | 0     | -        | -        | 36    | 7     |
| UD Almería B     | 2012-13       | Segunda División B | 32    | 6     | -     | -     | -        | -        | 32    | 6     |
| Real Jaén        | 2013          | Segunda División   | 17    | 0     | 2     | 0     | -        | -        | 19    | 0     |
| CD Tenerife      | 2014          | Segunda División   | 14    | 1     | -     | -     | -        | -        | 14    | 1     |
| UD Almería       | 2014-15       | Primera División   | 30    | 4     | 1     | 1     | -        | -        | 31    | 5     |
| Granada CF       | 2015-16       | Primera División   | 15    | 0     | 3     | 0     | -        | -        | 15    | 0     |
| Deportivo Alavés | 2016-17       | Primera División   | 27    | 4     | 6     | 4     | -        | -        | 33    | 8     |
| Cruz Azul        | 2017-18       | Primera División   | 26    | 8     | 6     | 1     | 3        | 0        | 35    | 9     |
| Cruz Azul        | 2018-19       | Primera División   | 39    | 4     | 11    | 2     | 0        | 0        | 50    | 6     |
| Cruz Azul        | 2019-20       | Primera División   | 12    | 0     | 1     | 1     | 0        | 0        | 13    | 1     |
| Deportivo Alavés | 2019-20       | Primera División   | 16    | 1     | -     | -     | -        | -        | 16    | 1     |
| Deportivo Alavés | 2020-21       | Primera División   | 16    | 2     | 3     | 0     | -        | -        | 19    | 2     |
| Necaxa           | 2022-23       | Primera División   | 25    | 6     | 0     | 0     | 0        | 0        | 25    | 6     |
| Necaxa           | 2023-24       | Primera División   | 21    | 6     | 0     | 0     | 0        | 0        | 9     | 0     |
| Necaxa           | Total carrera | Total carrera      | 374   | 50    | 34    | 9     | 3        | 0        | 365   | 47    |

## Palmarés

### Campeonatos nacionales
| Título              | Club      | País   | Año  |
| ------------------- | --------- | ------ | ---- |
| Copa México         | Cruz Azul | México | 2018 |
| Supercopa de México | Cruz Azul | México | 2019 |